# Hemieva
Hemieva là một chi thực vật có hoa trong họ Saxifragaceae.